# Gehyra robusta
Gehyra robusta (кремезна дтелла) — вид геконоподібних ящірок родини геконових (Gekkonidae). Ендемік Австралії.

## Поширення і екологія
Кремезні дтелли мешкають в горах Леандер, Селвін, Стандіш і Ваггабунія на північному заході Квінсленда. Вони живуть серед валунів і скель.